# Megachile cestifera
Megachile cestifera là một loài Hymenoptera trong họ Megachilidae. Loài này được Benoist mô tả khoa học năm 1954.